# Albrecht I. z Fürstenbergu
Albrecht I. z Fürstenbergu (německy Albrecht I. von Fürstenberg; 17. května 1557 – 19. září 1599 Praha) byl česko-rakouský šlechtic, hrabě z Fürstenbergu, pán na Kinzigtalu, Möringenu a Blumbergu. Sňatkem se spříznil s významným českým rodem Pernštejnů a poté žil trvale v Praze, kde u dvora císaře Rudolfa II. zastával funkci nejvyššího štolby.

## Původ
Byl jediným synem hraběte Kryštofa I. z Fürstenbergu († 1559) a jeho manželky hraběnky Barbory z Montfort-Tettnangu († 1592), dcery hraběte Huga XIV. (XVI.) z Montfort-Tettnangu († 1564) a jeho manželky Marie Magdaleny ze Schwarzenbergu († 1543). Albrecht studoval ve Freiburgu, poté absolvoval kavalírskou cestu do Itálie a od roku 1576 pobýval u dvora císaře Rudolfa II., kde zastával hodnost císařského komorníka. Své postavení posílil v roce 1578 příbuzenským spojením s rodem Pernštejnů a nakonec zastával funkci císařského nejvyššího štolby. Život v Praze střídal s pobyty na svých statcích v Německu. O udržování kontaktů s nejvyšší českou šlechtou svědčí křtiny dcery Marie Barbory v roce 1589, k nimž byl jako kmotr pozván Vilém z Rožmberka. I když Albrecht žil trvale v Čechách, obyvatelské právo (inkolát) v Českém království získali až jeho synové počátkem 17. století.
Zemřel 13. září 1599 v Praze ve věku 42 let a byl pohřben 20. ledna 1600 v Neidingenu.

## Rodina
Albrecht I. z Fürstenbergu se oženil 31. srpna 1578 v Praze s Alžbětou (Eliškou) z Pernštejna (6. listopadu 1557 – 31. srpna 1610), dcerou nejvyššího kancléře Vratislava II. z Pernštejna (1530 – 1582) a jeho manželky, španělské šlechtičny Marie Maxmiliany Manrique de Lara (1538–1608). Datum sňatku bylo záměrně stanovené na závěr zasedání českého zemského sněmu, kdy byla v Praze přítomna většina vysoké šlechty, která se svatby zúčastnila. Jednalo se o významnou společenskou událost, svatební veselí trvalo celý týden (až do 6. září) a slavností se zúčastnil i císař Rudolf II. Alžběta z Pernštejna získala od otce nárok na věno ve výši 20 000 zlatých, které však nikdy nebylo plně vyplaceno a své finanční nároky vymáhal Albrecht z Fürstenbergu na svém švagrovi Janu z Pernštejna ještě několik dalších let. Manželé měli 13 dětí:
- 1. Kryštof II. (16. listopadu 1580 Blumberg – 6. ledna 1614 ve potyčce se svým bratrancem hrabětem Vilémem z Fürstenberg-Heiligenberg), hrabětem z Fürstenberg-Meskirch-Stühlingenu, od roku 1600 či 1601 ženatý s Doroteou ze Šternberka (1570 – 12. června 1633)
- 2. Vratislav I. (31. ledna 1584, Praha - 10. července 1631, Vídeň), španělský a rakouský důstojník, diplomat, prezident říšské dvorní rady. Byl třikrát ženatý, poprvé od roku 1608 s Markétou z Croix (11. října 1568 – 1614), podruhé od roku 1615 s Kateřinou Livií de la Vierda Tierra († 1. července 1627), potřetí od 17. prosince 1628 s Lavinií Gonzagovou († 7. května 1639)
- 3. Emanuel (2. září 1585, Blumberg – 25. září 1599)
- 4. Marie (27. října 1579, Blumberg – 16. března 1608)
- 5. Johana (28. července 1582, Blumberg – † v dětství)
- 6. Anna Marie (10. dubna 1587 Praha – asi 1614), provdaná od 6. května 1612 za sv. pána Václava Viléma Popela z Lobkovic (asi 1598 – 1621)
- 7. Marta Polyxena (29. července 1588, Praha – 31. května 1649 Atri), provdaná poprvé od září 1607 za knížete Emanuela Gesualda da Venosa (1588 – 20. srpna 1613), podruhé od roku 1645 za Andrea Mattea d'Aquiva z Aragony, knížete z Caserty († 1647)
- 8. Marie Barbora (3. srpna 1589, Praha - 1616), řádová sestra ve Vídni 1616
- 9. Eusebia (26. března 1591 – † v mládí)
- 10. Františka Hipolyta Eusebie (16. listopadu 1592 – 10. prosince 1642), provdaná od 22. října 1617 za hraběte Lva Buriana Berku z Dubé a Lipé († 28. března 1625)
- 11. Maxmiliana (7. října 1593 – asi 1630)
- 12. Václava (27. září 1594 – † v dětství)
- 13. Ludmila (9. 10. 1599 – † 1637), řádová sestra v Castiglione